# Mátyás Seiber

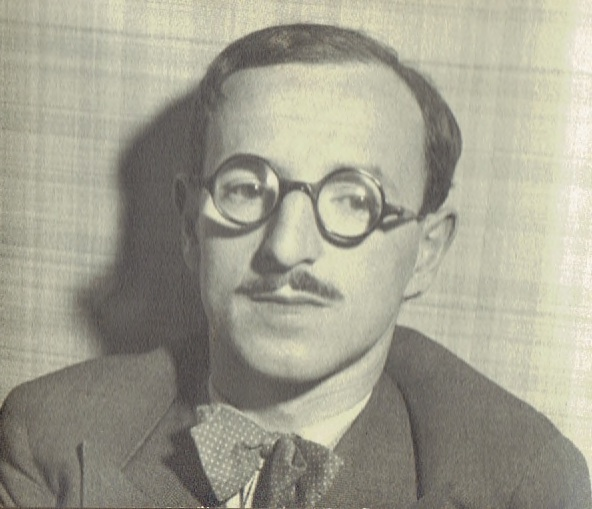
Mátyás Seiber

Mátyás Seiber (Budapest, 4 mai 1905 – Le Cap, 24 septembre 1960) est un compositeur hongrois naturalisé britannique, qui a organisé le premier enseignement universitaire structuré du jazz.

## Biographie
Mátyás Seiber développe comme première compétence musicale celle du piano, sa mère Berta Patay étant une pianiste réputée, puis à dix ans il commence à étudier le violoncelle. De 1918 à 1925, il étudie le violoncelle puis la composition à l'Académie de musique de Budapest, où Zoltán Kodály est son professeur. Il s'intéresse au plain-chant médiéval, et se base sur les recherches de Kodály et Bartók pour créer des arrangements de chansons de tradition populaire de plusieurs peuples. Il est un peu déçu par la musique en Europe, notamment lorsqu'en 1925 son sextuor (Serenade for six wind instruments) n'obtient pas un prix et que Bartók proteste en se retirant du jury. Son diplôme obtenu, il devient professeur à partir de 1925 dans une école privée de musique à Francfort, puis deux ans plus tard s'engage comme violoncelliste sur un bateau allant en Amérique du Sud, et a ainsi la possibilité de faire connaissance de plus près avec la musique de l'« Amérique noire », le jazz.
Il revient à Francfort en 1928, où il est chef d'orchestre dans deux théâtres et donne des concerts de violoncelle en solo, et ses œuvres sont jouées au festival de Munich grâce au soutien de Karl Amadeus Hartmann. Bernhard Sekles, directeur du Conservatoire Hoch de Francfort, lui confie alors en 1928 la direction du premier programme rigoureusement établi d'enseignement du jazz dans un établissement d'enseignement supérieur. Seiber y enseigne le piano-jazz et dirige les cours d'orchestration. Il publie en 1929 le manuel Schule für Jazz-Schlagzeug (« L'école de la percussion de jazz ») qui est la description pratique de ce qui est requis par sa théorie du jazz. Lorsque les Nazis prennent le pouvoir, la réussite du département de jazz ne dure pas et en août 1933, on en retire les enseignants juifs ou étrangers, dont Sekles et Seiber. Seiber n'arrive pas à s'installer en Hongrie, et travaille en Union soviétique en tant que consultant musical pendant deux ans, mais on ne lui propose pas ensuite de travail.
Il part alors pour l'Angleterre, où il devient enseignant privé de composition et de violoncelle et consultant à la filiale londonienne de Schott, et compose également des musiques de film, notamment pour La Ferme des animaux (1954) et A Town Like Alice (1956), ainsi qu'un opéra de marionnettes (Eva Spielt mit Puppen, 1934). À partir de 1942, invité par Michael Tippett à l'établissement de formation pour adultes Morley College à Londres, il y enseigne la composition, l'esthétique musicale et la théorie de la musique. En tant que professeur de composition, il est aussi à l'aise dans le domaine de la musique de Bach que de Schönberg, et sa méthode encourage les étudiants à se rendre compte des raisons de chaque note et de chaque harmonie ; sa réputation d'enseignant s'accroît et il forme toute une nouvelle génération de compositeurs venus étudier au Royaume-Uni depuis toute l'Europe et même au-delà, comme Don Banks, Peter Racine Fricker, Peter Schat, Ingvar Lidholm et Hugh Wood. Il fonde en 1945 le chœur de musique de chambre Dorian Singers, qu'il dirigera jusqu'à sa mort. Il épouse en 1946 la danseuse Lilla Bauer, enseignante au Goldsmiths College et exilée hongroise comme lui, et s'installe avec elle à Caterham dans le Surrey.
Il continue à s'intéresser au jazz, composant notamment avec John Dankworth à la demande de l'orchestre philharmonique de Londres Improvisations for Jazzband and Orchestra (1959). Il revient aussi dans les années 1950 à la musique moderne et au dodécaphonisme. Il compose également, parfois sous le nom G. S. Mathis, de la musique populaire, notamment By the Fountains of Rome qui obtient un prix Ivor Novello (Most Outstanding Song of the Year, 1957), ainsi qu'un ballet (The Invitation, 1960). Mais invité à une tournée de conférences en Afrique du Sud en 1960, il a un accident automobile lors d'une visite du parc national Kruger, et meurt peu après dans un hôpital du Cap. En sa mémoire, Kodály lui dédie son œuvre chorale Media vita in morte sumus, et Ligeti, que Seiber avait aidé à fuir la Hongrie, lui dédie son œuvre pour orchestre Atmosphères (1961).
L'œuvre de Mátyás Seiber a relié entre elles et développé de nombreuses influences musicales, depuis la tradition hongroise de Bartók et Kodály, en passant par la musique européenne et sérielle, jusqu'au jazz et à la musique traditionnelle et populaire plus légère.

## Œuvres notables

### Orchestre
- Transsylvanian Rhapsody (1941)
- Fantasie concertante, pour violon et orchestre (1943-1944)
- Notturno, pour cor et orchestre (1944)
- Concertino pour clarinette et orchestre (1951; cette œuvre est une nouvelle version d'un Divertimento, pour clarinette et quatuor à cordes, composé en 1926-1928)
- Elegy, pour alto et orchestre (1951-1953)
- Renaissance Dance Suite (1959)
- Improvisations, pour jazz band et orchestre (1959)

### Piano
- Három magyar népdal (Trois chants folkloriques hongrois) (1922-1923)
- Kis Szvit Gyermekeknek (Petite Suite pour enfants) (1923)
- Sirató Ének (1923)
- Passo Maestoso (1943)
- Scherzando Capriccioso (1944)

### Musique de chambre
- Sarabande et Gigue, pour violoncelle et piano (1922, version révisée en 1941)
- Sonata da Camera, pour violon et violoncelle (1925, nouvelle version pour violon et piano en 1946)
- Quatuor à cordes n°1 (1924)
- Sérénade, pour six instruments à vent (1925)
- Divertimento, pour clarinette et quatuor à cordes (1926-1928; nouvelle version intitulée Concertino, pour clarinette et orchestre en 1951)
- Quatre chants folkloriques hongrois, pour deux violons (1931)
- Deux jazzolettes (1929, 1932)
- Quatuor à cordes n°2 (1935)
- Phantasy, pour violoncelle et piano (1941)
- Phantasy, pour quatuor à cordes, flûte et cor (1945)
- Andante pastorale, pour clarinette et piano (1949)
- Quatuor à cordes n°3 (Quartetto Lirico) (1951)
- Improvisation, pour hautbois et piano (1957)
- Permutazioni a Cinque, pour quintette à vent (1958)
- Sonate pour violon (1960)

### Musique de film
- 1954 : Enquête spéciale (en) (The Diamond) de Montgomery Tully
- 1954 :La Ferme des animaux (Animal Farm) de John Halas et Joy Batchelor
- 1956 : Ma vie commence en Malaisie (A Town Like Alice) de Jack Lee
- 1957 : À main armée (Robbery Under Arms) de Jack Lee
- 1958 : L'Homme à démasquer (Chase a Crooked Shadow) de Michael Anderson

### Autres
- Petőfi Songs, cinq chansons pour voix et piano (1922-1924)
- Ady Songs, deux chansons pour voix et piano (1923, versions révisée en 1943)
- Trois chants folkloriques hongrois, pour chœur mixte (1927)
- Kleine Suite, pour onze instruments et musique de scène pour Leonce et Lena, pièce de théâtre de Georg Büchner (1931)
- Quatre chants folkloriques hongrois, pour baryton et violon (1936)
- Le Bossu, chanson française pour voix et piano (1946)
- Ulysses, a cantata, pour ténor, chœur et orchestre (1947)
- Three fragments from "A Portrait of the Artist as a Young Man" de James Joyce, pour récitant, chœur et ensemble instrumental (1956-1957)
- The Owl and the Pussycat, poème de Edward Lear pour soprano, violon et guitare (1956)
- More Nonsense, poèmes de Edward Lear, pour voix et quatre instruments (1958)
- The Invitation, ballet (1960)